# WORM
WORM (сокращение от англ. Write Once, Read Manу, также встречаются расшифровки: Write One, Read Multiple, Write Once, Read Mostly) — носители информации, допускающие однократную запись и многократное чтение. К характерным представителям WORM относят:
- Оптические диски: 
  - CD-R (изначально называвшиеся CD-WO) — компакт-диски ёмкостью 650 мегабайт, стандартизированы ISO 9660-1988.
  - DVD-R и DVD+R ёмкостью от 1.5 до 8 гигабайт.
  - Ultra Density Optical (UDO) — оптический лазерный диск, разработанный специально под нужды электронных архивов, ёмкостью до 500 Гб. Диск защищён от внешнего воздействия пластиковым картриджем, управление дисками осуществляется с помощью автомата Jukebox, существует несовместимость с ранними моделями дисков.
- Магнитная лента в картриджах, защищённых от перезаписи. Так как магнитная лента сама по себе является многократно перезаписываемой, защита реализована использованием защищённых от вскрытия картриджей, которые обрабатываются программным обеспечением стримера как однократно записываемые. [1]
- Перфокарты и перфоленты.
- PROM-микросхемы.

WORM-носители неудобны при работе с информацией (невозможно повторное использование, исправление ошибок), однако в ряде случаев, свойство однократности оказывается полезным. Это:
- хранение архивных копий
- защита от случайного/преднамеренного изменения[2] или удаления

В связи с этим в некоторые носители, изначально допускающие возможность перезаписи, добавляется функциональность WORM специальной прошивкой устройства (например, для магнитных дисков однажды записанные сектора становятся недоступными для перезаписи).